# Serge de Robiano
Pour les articles homonymes, voir de Robiano.
Serge de Robiano (26 mars 1922 - 28 février 2012) est un ambassadeur et écrivain belge,.
Il est membre de la famille de Robiano.

## Œuvres
- Échec à l’Empereur, échec au Roi. Maurice de Broglie, évêque de Gand (1766-1821), 1997 (Prix Guizot de l'Académie française).
- Le Tour du monde insolite d’un diplomate belge.